# Cantonul Bressuire
Cantonul Bressuire este un canton din arondismentul Bressuire, departamentul Deux-Sèvres, regiunea Poitou-Charentes, Franța.

## Comune
- Boismé
- Bressuire (reședință)
- Chiché
- Faye-l'Abbesse